# Пильгынкууль
Пильгынкуу́ль (Пильхинкуу́ль) — река в России, на севере Дальнего Востока, протекает по территории Иультинского (ранее — Шмидтовского) района Чукотского автономного округа. Общая протяжённость реки составляет 68 км, площадь бассейна 418 км².
В непосредственной близости от реки находится ныне заброшенный горняцкий посёлок Полярный.

## Гидроним
Название происходит с чукот. пилгын — «горловина» и куул — «глубокая речка». При этом геологи, проводившие исследования в бассейне реки, ошибочно полагали, что название переводится с чукотского как «мёртвая река».

## Гидрография
Берёт начало в северных отрогах хребта Эмнункэнингтун, впадает в юго-восточную часть лагуны Каныгтокынманкы Чукотского моря. В низовье русло сильно петляет, протекая среди множества мелких озёр и болот, скорость течения составляет около 0,5 м/с.
Река замерзает в октябре, вскрывается в конце мая. Среднегодовой сток 158,2 млн м³.

## Особенности
В среднем течении реки разрабатывается крупное золотоносное россыпное месторождение, вследствие чего русло реки в нескольких местах было искусственно перенесено. Через реку построен металлический однополосный мост. Бассейн реки подвержен серьёзному загрязнению технологическими отходами золотоизвлечения и нефтепродуктами.